# Bean Peaks
Die Bean Peaks sind eine Gruppe von Berggipfeln an der Orville-Küste des westantarktischen Ellsworthlands. Sie ragen im südwestlichen Abschnitt der Hauberg Mountains auf. Zu ihnen gehören der Carlson Peak und der Novocin Peak.
Entdeckt wurden sie bei der US-amerikanischen Ronne Antarctic Research Expedition (1947–1948). Der United States Geological Survey kartierte sie anhand eigener Vermessungen und mittels Luftaufnahmen der United States Navy zwischen 1961 und 1967. Das Advisory Committee on Antarctic Names benannte das Gebirge nach Lawrence D. Bean, Elektriker auf der Amundsen-Scott-Südpolstation während des antarktischen Winters 1967.